# Verónica Alcocer
Verónica del Socorro Alcocer García (Sincelejo, 26 de mayo de 1976) es una activista colombiana, desde el 7 de agosto de 2022 ostenta el título protocolar de primera dama de Colombia, debido a su matrimonio con el presidente Gustavo Petro.

## Biografía
Verónica del Socorro Alcocer García nació el 26 de mayo de 1976 en el municipio colombiano de Sincelejo, Sucre. Su padre, Jorge Emilio Alcocer, fue miembro activo del Partido Conservador, admirador del exsenador colombiano y candidato presidencial Álvaro Gómez Hurtado. Su madre, Elisabeth García es ama de casa y ferviente devota de la fe católica, ha sido uno de sus principales apoyos a lo largo de los años. Es la mayor de tres hermanos.
Antes de convertirse en Primera Dama, Alcocer tenía una formación académica en comunicación social y, según algunas fuentes, trabajó en el sector privado en diversas áreas, aunque no se han documentado detalles específicos sobre su carrera profesional y no existe evidencia en internet de ningún trabajo ni labor social antes de ser primera dama.
El perfil público de Verónica Alcocer antes de asumir el rol de Primera Dama estaba principalmente asociado con su vida familiar y su apoyo a las actividades de su esposo dentro de su carrera política. 
Cuando era niña soñaba con ser monja, aunque ese sueño cambiaría más tarde con la llegada de su primer hijo, Nicolás, fruto de una relación espontánea, que la obligaría a volver a casa de sus padres.
Estudió Derecho en la Corporación Universitaria del Caribe, aunque no finalizó sus estudios.  Allí conoció a Gustavo Petro a principios del año 2000, cuando este fue invitado a dar una conferencia. Contrajeron matrimonio el 17 de diciembre de ese mismo año
Alcocer tiene 3 hijos, 1 de un noviazgo anterior llamado Nicolás, concebido cuando era adolescente y 2 hijas con Gustavo Petro, llamadas Sofía y Antonella.

## Activismo
Alcocer acompañó a Petro durante sus candidaturas presidenciales, y se dice que era cercana consejera de este cuando se desempeñó como alcalde de Bogotá. Además de su actividad política, ha dedicado su tiempo al activismo social, ha emprendido programas de ayuda para niños, adolescentes y personas de la tercera edad y ha manifestado que busca dar una imagen positiva de Colombia.

## Campaña presidencial de 2022

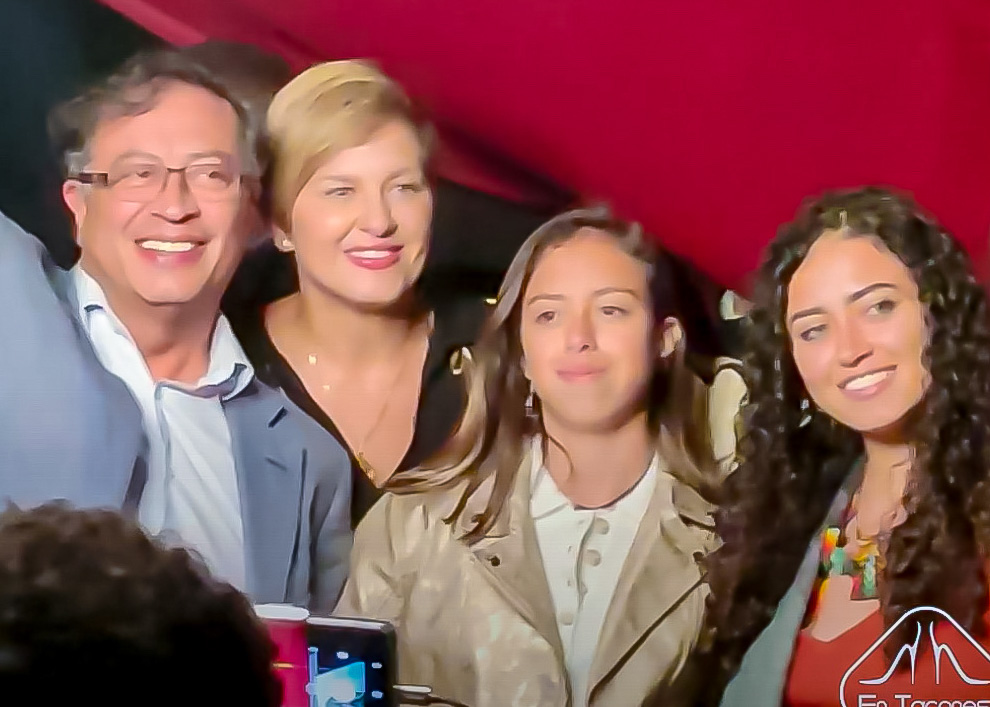
Alcocer con su esposo Gustavo y sus hijas Antonella y Sofía en 2022.

Entre 2021 y 2022, con motivo de la campaña presidencial en la que su esposo Gustavo Petro resultó electo, Alcocer tuvo un papel mucho más activo y visible de lo que fue su acompañamiento a Petro en otras oportunidades. En sus redes sociales, Alcocer presentó una serie de videos y fotografías de recorridos de varias ciudades y municipios de país, así como varias entrevistas en los diferentes medios de comunicación. También fueron resaltadas sus habilidades para el baile y el uso de prendas de vestir de diseñadores de moda colombianos.

En junio de 2022 se revelaron una serie de videos de reuniones privadas de la campaña presidencial de Petro grabados de manera irregular, en uno de ellos se escuchaba a Alcocer diciendo que todas las periodistas mujeres escalaban posiciones en los medios de comunicación tras involucrarse con sus superiores. Alcocer se excusó diciendo que se trataba de grabaciones "sacadas de contexto", que no representaban sus ideas.

## Primera dama de Colombia

### Iniciativas y actividades nacionales
Una de las causas bandera de una primera dama en Colombia, tradicionalmente ha sido el patronato del Instituto Colombiano de Bienestar Familiar (ICBF). A comienzos de  noviembre, Alcocer tuvo la oportunidad de presidir la junta directiva, fungiendo con el cargo oficial de presidenta siendo la 23.ª primera dama desde la creación del ICBF en fungir como presidenta. En noviembre de 2022 estuvo activa en su papel como primera dama durante la emergencia ocasionada por las constantes lluvias, aterrizó en Cartagena y encabezó un Puesto de Mando Unificado en compañía del ministro del interior, la ministra de trabajo y el jefe de la unidad de riesgo.

### Viajes y actividades al extranjero
También ha representado al país en múltiples ocasiones como «embajadora en misión especial» distinción que han tenido también sus tres antecesoras más recientes. En septiembre de 2022 viajó a Londres en compañía del canciller, Álvaro Leyva, para mostrar sus respetos tras la muerte de la reina Isabel II y más tarde asistió al funeral del el ex primer ministro de Japón Shinzō Abe, quien murió asesinado. Según los opositores del gobierno, Alcocer buscaba asumir funciones que no le corresponden a una primera dama.
El 29 de septiembre de 2022, tuvo la oportunidad de reunirse con Yuko Kishida, esposa del primer ministro japonés, Fumio Kishida; conversaron sobre cultura e igualdad de género, así como sobre cooperación entre ambos países para un desarrollo amigable entre los dos países.
El 14 de enero de 2023, estuvo en una audiencia de treinta minutos con el papa Francisco, donde se trataron temas, como la violencia de género así como los derechos de los niños y las mujeres. También le extendió la invitación al Papa para visitar Colombia.
El 31 de enero, se llevó a cabo un encuentro entre Alcocer y Cilia Flores, primera dama de Venezuela donde tendrían un intercambio cultural por parte de Alcocer con el fin de trabajar por la implementación de un sistema de bandas en Colombia, basado en el sistema Venezolano, más tarde se reuniría con el presidente Nicolás Maduro
El 3 de mayo de 2023, al igual que Petro, Verónica Alcocer viajó a España para una visita de estado entre Colombia y España, donde se trataron temas tales como el calentamiento global y la Paz total. El 6 de mayo, Alcocer y el ministro Álvaro Leyva, representaron al país en la coronación de Carlos III del Reino Unido.
El 12 de junio de 2023, Alcocer recibió a la reina Letizia de España, quien llegó a Cartagena como parte de su agenda con la Agencia Española de Cooperación Internacional para el Desarrollo.
En noviembre de 2023, Alcocer acompañó a su esposo por segunda ocasión en su visita de estado a Venezuela. El 29 de febrero de 2024 recibió a la reina Máxima de los Países Bajos, y más tarde se reunirían con el presidente Gustavo Petro.
El jueves, 13 de junio de 2024, viajó junto con su marido a Suecia para una visita de estado entre Suecia y Colombia. El sábado 15 de junio sostendría una reunión con representantes de la fundación Ancla, la organización grupo Colombia y la fundación sueca de derechos humanos donde se acordaron proyectos de desarrollo en beneficio de los niños, los ancianos, las mujeres y la población de la Guajira.

### Índices de aprobación, popularidad y controversia
Alcocer ha sido blanco de críticas de los contradictores del gobierno acusándola de asumir funciones de un cargo público. Las críticas provienen de medios de comunicación críticos al gobierno y partidos de oposición que han llegado a afirmar que se trata de una estrategia política con miras a una posible futura campaña presidencial en 2026.
Tras una semana de asumir su cargo, Alcocer fue objeto de duras críticas tanto de simpatizantes como de detractores de su esposo, por asumir una postura de "salvadora blanca" frente a la comunidad afrocolombiana.